# Sulmierzyce (województwo łódzkie)
Sulmierzyce – wieś w Polsce położona w województwie łódzkim, w powiecie pajęczańskim, w gminie Sulmierzyce.
W latach 1975–1998 miejscowość położona była w województwie piotrkowskim.
Miejscowość jest siedzibą gminy Sulmierzyce. Wieś na Wysoczyźnie Bełchatowskiej – 1386 mieszkańców (2011), jest usytuowana przy drodze powiatowej nr 1500E z Pajęczna do Kamieńska.
Wieś jest ponadto siedzibą dekanatu Sulmierzyce rzymskokatolickiej archidiecezji częstochowskiej.

## Toponimia
Nazwa miejscowa Sulmierzyce należy do nazwań patronimicznych, pochodzi od nazwy osobowej Sulimir lub Sulimierz. Pierwotnie formą zapisu były Sulimirzyce (1402), w dokumentach z XV wieku spotyka się także zapis Szulimirzycze. Z czasem zanikła samogłoska i po l stąd obecna nazwa Sulmierzyce.

## Historia
Z testamentu Bolesława Krzywoustego dowiadujemy się, że te rozległe, zalesione obszary wchodziły w skład Księstwa Łęczyckiego, którym po śmierci władcy władała wdowa – Księżna Salomea. W źródłach pisanych Sulmierzyce wzmiankowane są jako wieś szlachecka. Nie wiadomo kto i kiedy założył osadę. Przypuszczalnie był to szlachcic z rodu Ostojczyków, którzy byli w Sulmierzycach do roku 1470. Istnieje prawdopodobieństwo, że nazwa Sulmierzyce wywodzi się od imienia Sulmir – jednego z założycieli wsi. Wieś Sulmierzyce rozłożyła się po obu stronach doliny w kształcie niecki na długości ok. 800 m, 1 km od dworu, z drogą położoną w środku wsi, znaną już w średniowieczu. W 1800 roku do Sulmierzyc przybyli Żydzi. Najstarsze akta stanu cywilnego, jakie zachowały się z roku 1814, są dowodem na istnienie gminy żydowskiej wyznaniowej. Rok 1851 to rok groźnego pożaru, w którym spaliła się cała wieś. W 2 połowie XIX wieku z Sulmierzyc do Grand Rapids w USA wyemigrowali rodzice mistrza świata w boksie znanego powszechnie jako Stanley Ketchel (Stanisław Kiecal) i wspomnianego w jednej z powieści Ernesta Hemigwaya. Lata okupacji to nie tylko lata eksterminacji mieszkańców, ale też rozkradanie mienia. Niemcy rabują wtedy dzwon „Jan” z dzwonnicy w Sulmierzycach, który ocalał podczas I wojny światowej ze względu na swój ciężar.

## Galeria

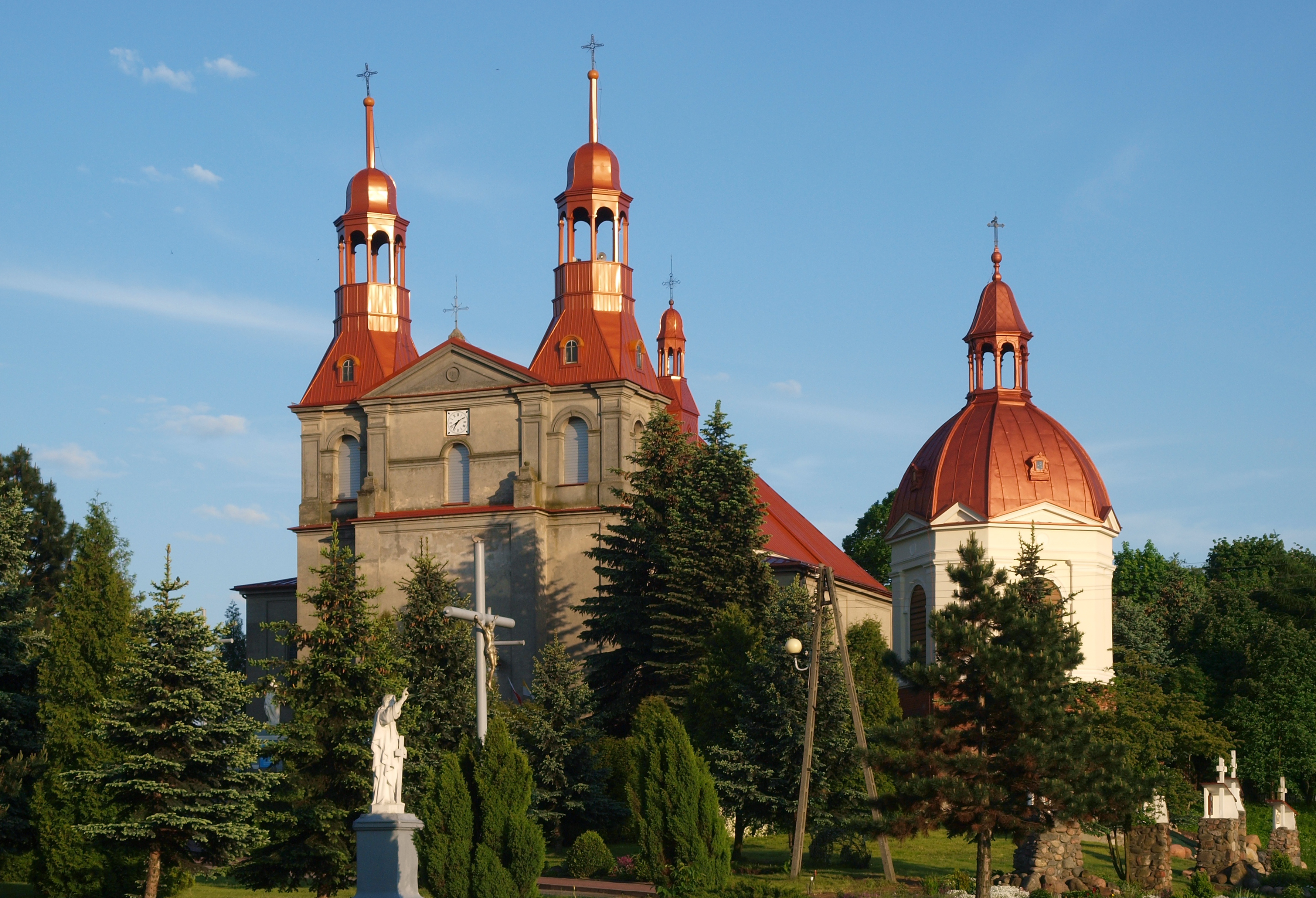
Kościół parafialny św. Erazma Biskupa Męczennika
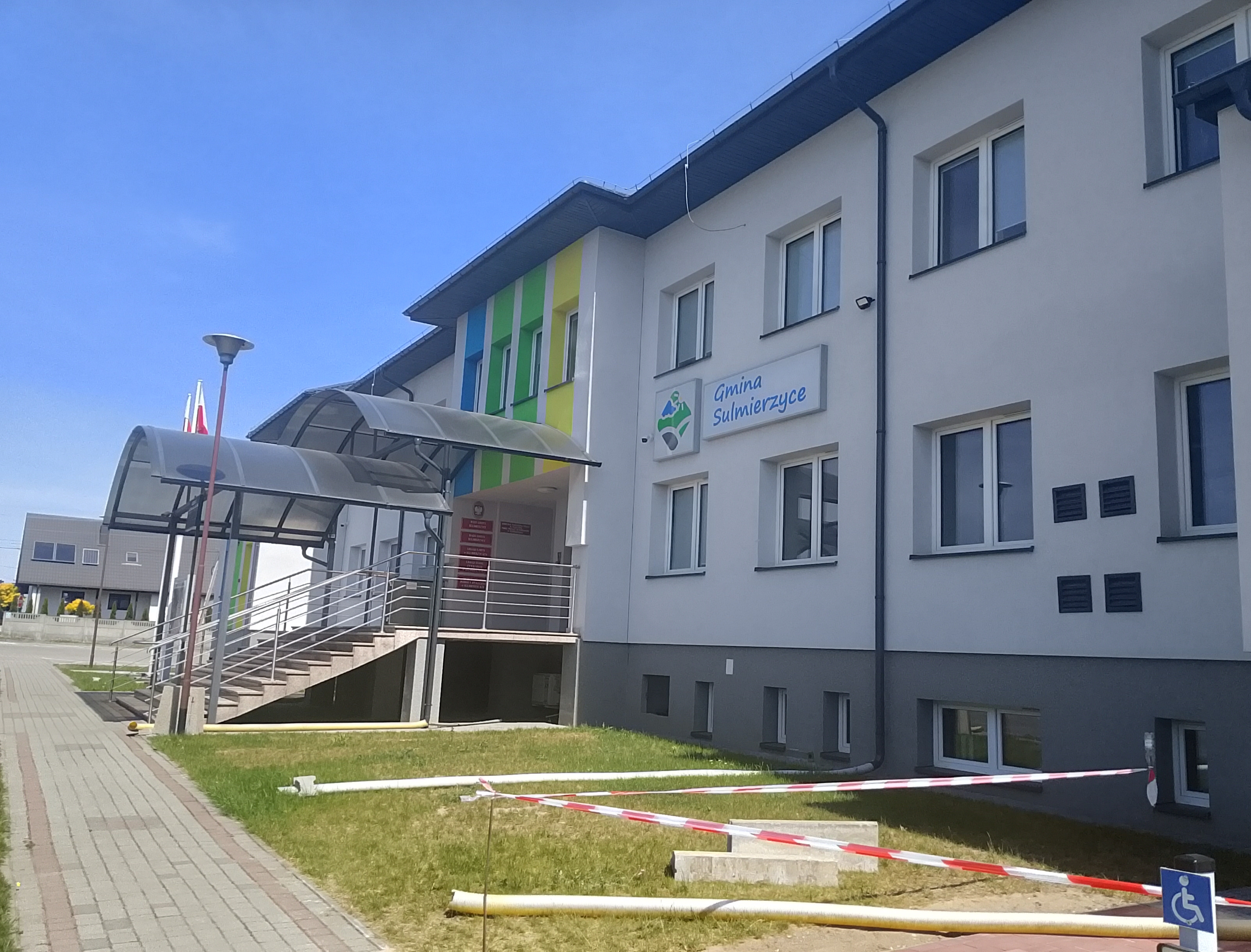
Urząd Gminy Sulmierzyce
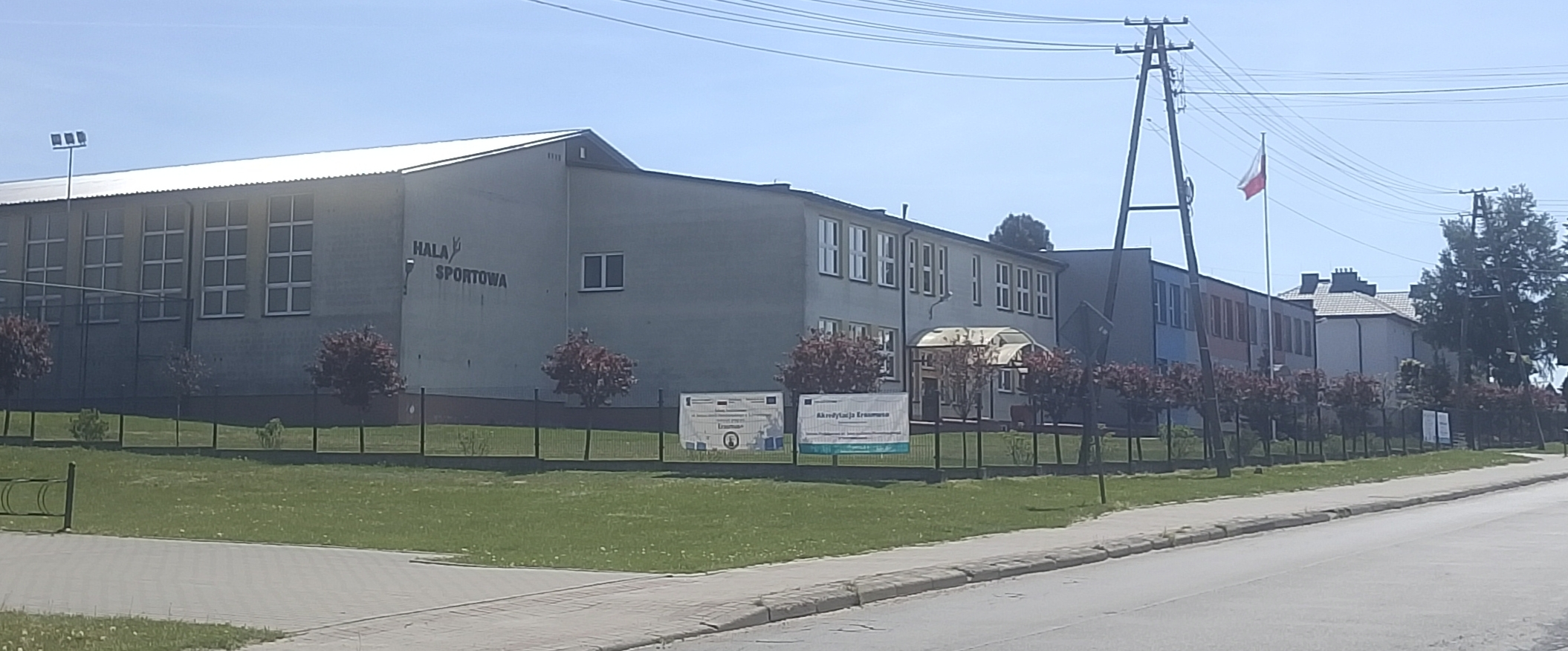
Szkoła Podstawowa im. Księcia Józefa Poniatowskiego
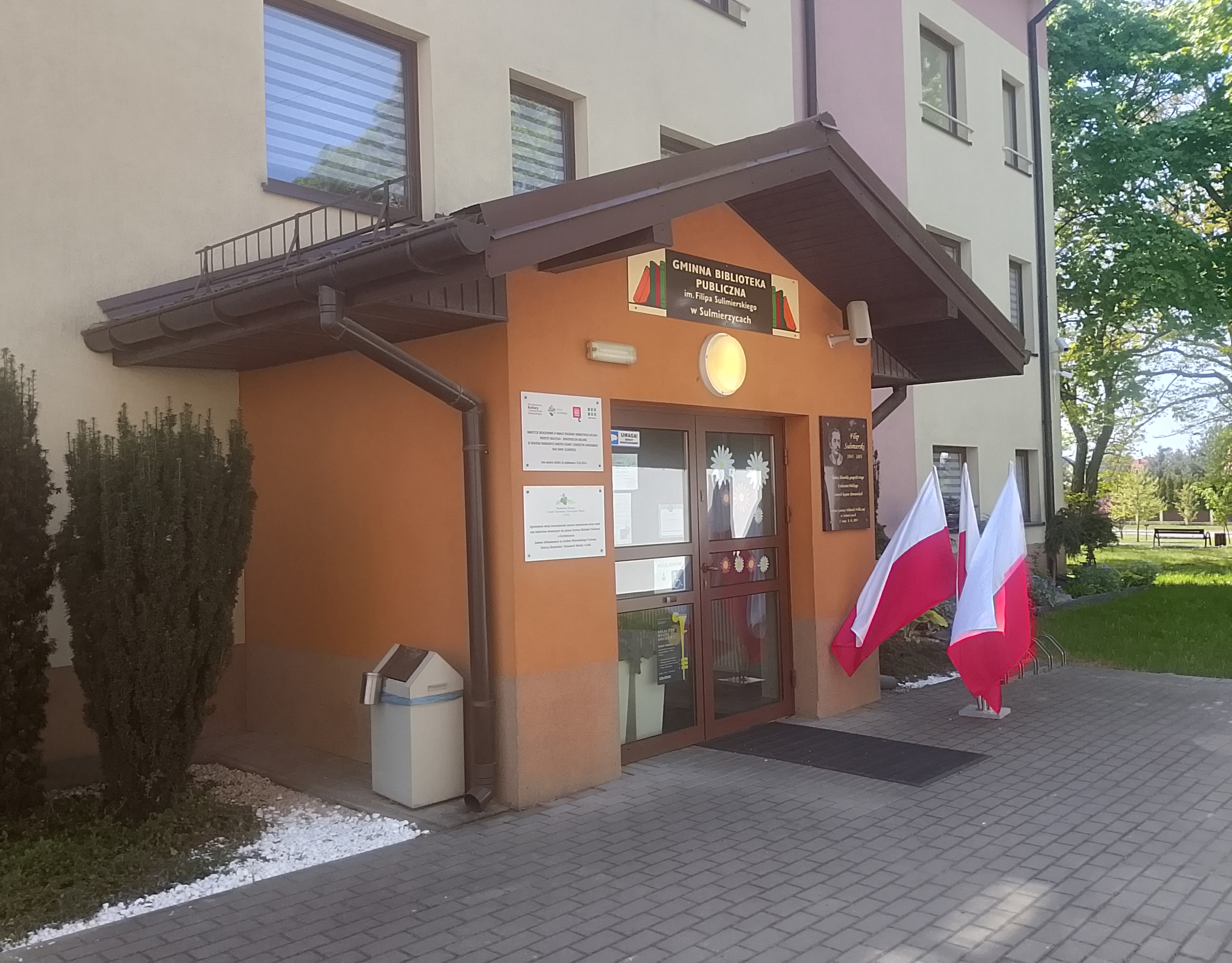
Gminna Biblioteka Publiczna im. Filipa Sulimierskiego
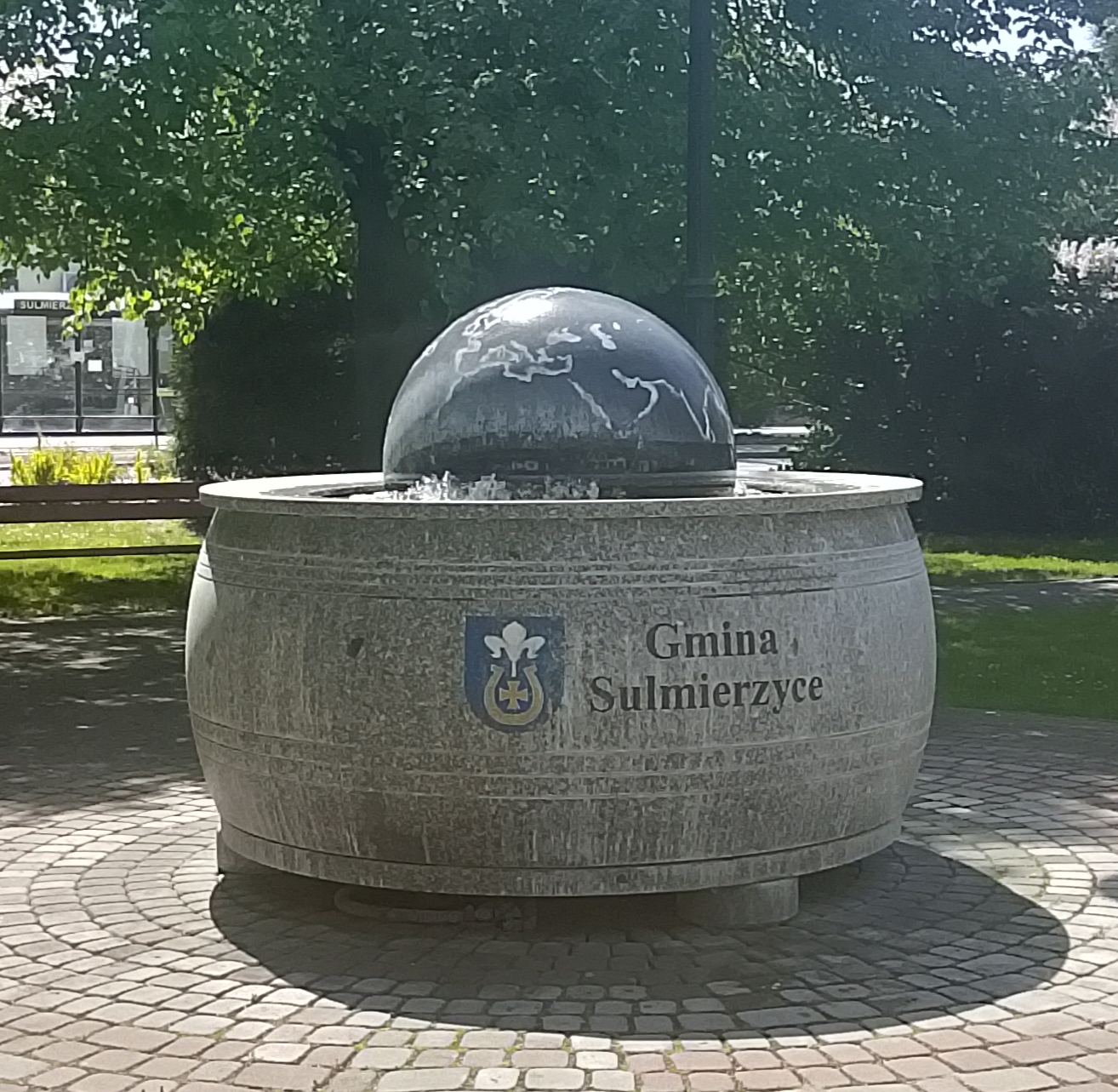
Fontanna